# Hans Stimmann

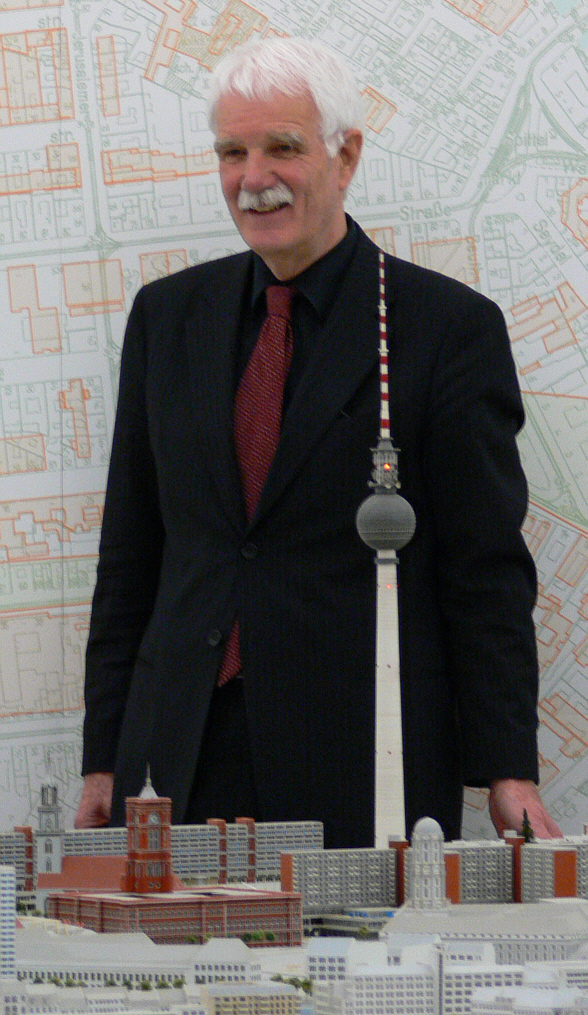
Hans Stimmann (2006)

Hans Stimmann (* 9. März 1941 in Lübeck) ist ein deutscher Architekt und Stadtplaner.

## Leben
Nachdem er die Mittlere Reife erlangt hatte, absolvierte Stimmann von April 1958 bis April 1961 eine Maurerlehre, die er als Facharbeiter abschloss. In den folgenden Jahren studierte er Architektur an der Staatlichen Ingenieurschule der Fachhochschule Lübeck und erlangte 1965 einen Abschluss als Ingenieur (grad.).
Bis 1970 war Hans Stimmann angestellter Architekt für Industrie-, Wohnungs- und Schulbau in Frankfurt am Main. Anschließend begann er ein Studium der Stadt- und Regionalplanung an der Technischen Universität Berlin, das er als Diplom-Ingenieur abschloss. 1975 wurde er Doktorand am Institut für Stadt- und Regionalplanung der TU Berlin; 1977 wurde er promoviert und trat eine Stellung als Technischer Referent beim Senator für Bau- und Wohnungswesen in Berlin an, die er vier Jahre lang innehatte.
Von 1980 bis 1985 war er Wissenschaftlicher Mitarbeiter am Institut für Stadt- und Regionalplanung an der TU Berlin und an der Technischen Universität Hamburg-Harburg, danach ein Jahr lang freier Mitarbeiter im Büro für Bauwesen und Stadtentwicklung in Berlin.
Ab 1986 bekleidete Stimmann das Amt des Bausenators in seiner Heimatstadt Lübeck; 1991 berief ihn der damalige Berliner Senator für Bau- und Wohnungswesen Wolfgang Nagel als Senatsbaudirektor in der Senatsverwaltung für Bau- und Wohnungswesen in die Bundeshauptstadt. In dieser Position prägte Stimmann sechs Jahre lang das Baugeschehen in Berlin, in der in dieser Hinsicht besonders ereignisreichen Zeit des Wiederzusammenwachsens der Stadt nach ihrer und der Deutschen Wiedervereinigung.
Zwischen 1996 und 1999 war er Staatssekretär für Planung in der Senatsverwaltung für Stadtentwicklung, Umweltschutz und Technologie. Er konzipierte in dieser Zeit unter anderem das Planwerk Innenstadt und setzte sich nachdrücklich für einen kontextuellen Städtebau im Sinne der kritischen Rekonstruktion ein, die sich am historischen Stadtgrundriss und an der lokalen Bautypologie orientiert. Von Dezember 1999 bis Oktober 2006 bekleidete Stimmann erneut das Amt des Senatsbaudirektors. In dieser Zeit geriet er einige Male in die Kritik (Berliner Landesentwicklungsgesellschaft, Topographie des Terrors, Spreedreieck).

## Bewertung und Kritik
Die von Stimmann bevorzugte Bauweise wurde häufig von bekannten Architekten wie Daniel Libeskind, Rem Koolhaas, Richard Meier, Günter Behnisch oder Michael Wilford kritisiert. Stimmanns Vorgaben würden die Arbeit der Architekten zu stark einschränken. Unterstützt wurde Stimmann von den Architekten Hans Kollhoff, Christoph Mäckler, Josef Paul Kleihues und Franco Stella, die gerade die engen Vorgaben als notwendig für eine Stadt wie Berlin erachteten.

## Auszeichnung
Hans Stimmann erhielt 2009 das Verdienstkreuz am Bande des Verdienstordens der Bundesrepublik Deutschland für sein Bemühen um die Wiedergewinnung des Berliner Stadtgrundrisses als historisches Gedächtnis. In ihrer Laudatio würdigte Stadtentwicklungssenatorin Ingeborg Junge-Reyer die durch Stimmann bewirkte Entwicklung Berlins zur „Stadt der Begegnung und zur Europäischen Stadt“.

## Schriften
- Die Friedrichstraße, ein Stadtschicksal; in Frankfurter Allgemeine Zeitung, 14. Dezember 2020, S. 15
- FAZ.net 3. April 2016 (Gastbeitrag): Einstürzende Altbauten. Zur Bebauung an der Friedrichswerderschen Kirche